# Кумарьинское
Кумарьи́нское — село в Туринском городском округе Свердловской области России. Расположено на территории Ленского сельского управления Администрации Туринского городского округа.

## География
Расположено в пределах Западно — Сибирской равнины, в лесной местности, на левом берегу реки Кумарья, в месте впадения в реку Турузбаевка.
Географическое положение
Село находится в 50 километрах к северо-западу от города Туринска (по автотрассе — 86 километров).

## История
Согласно административному делению Уральской области по состоянию на 1927 год, село Кумарья́ и Кумарьи́нский сельский совет входили в состав Благовещенского района. После его упразднения в 1931 году — в составе Туринского района. В 1946 году село было включено в состав Ленского района. С 1956 года снова в составе Туринского района, в связи с упразднением Ленского района.

## Население
| 2002 | 2010 | 2021 |
| ---- | ---- | ---- |
| 44   | ↘18  | ↘13  |

Гендерный и национальный состав
По данным Всесоюзной переписи 1926 года, в Кумарье всего проживало 249 человек (из них: мужчины 116, женщины 133). По национальному составу преобладали украинцы (188 человек), русские (54 человека).

## Инфраструктура
Централизованное электроснабжение отсутствует.
В 1914 году была построена деревянная, однопрестольная церковь, освящена в 1914 году в честь преподобного Серафима Саровского. Серафимовская церковь была закрыта в 1930 году, а после снесена.

### Транспорт
Кумарьинское является одним из самых труднодоступных населённых пунктов в Свердловской области. Доступ в зимний период осуществляется по «зимнику», весной и осенью — на специально подготовленном транспорте (вездеходах). Во время весеннего половодья наземное транспортное сообщение полностью прекращается.